# John Marston (Red Dead)
John Marston és un personatge de la sèrie de videojocs Red Dead de Rockstar Games. És el principal protagonista jugable del videojoc Red Dead Redemption de 2010, on ha de fer front a la decadència del Salvatge Oest mentre es veu obligat a caçar els últims membres supervivents de la seva antiga banda a canvi del retorn segur de la seva família del govern federal. John també és el protagonista de ''Undead Nightmare'', un paquet d'expansió no canònic de temàtica de l'apocalipsi zombi i el personatge jugable secundari de la preqüela del 2018, Red Dead Redemption 2. Aquest darrer joc representa la vida de John a la banda abans de la seva desaparició i més tard els seus intents de començar una vida honesta amb la seva família.
Rob Wiethoff interpreta John Marston als dos jocs mitjançant la captura de rendiment. El personatge es va desenvolupar per ser un personatge matisat i centrat en la família al primer joc. Quan va tornar per a la preqüela, Wiethoff va buscar inspiració en la seva vida més jove. Els guionistes van considerar que el paper original de John podria ser limitant en el segon joc. El personatge va ser ben rebut, amb molts crítics citant la seva maduresa, complexitat moral i ambigüitat, i la recerca de l'expiació com a punts focals del primer joc. La representació de Marston de Wiethoff també va ser aclamada.

## Creació
Rob Wiethoff va fer una audició per al paper de John Marston plegant la roba mentre llegia les seves línies. No era conscient de la identitat del joc, llavors només es referia com a "projecte de videojoc sense títol". Va sentir que l'audició va ser una pèrdua de temps, però va rebre el paper uns dies després. El procés de captura de l'actuació implicava l'enregistrament simultània de moviment i parla, mentre que una petita part es feia en una cabina de veu en off. Wiethoff va treballar en el primer joc durant gairebé dos anys, amb una producció principal que va durar unes sis setmanes. La primera escena que es va gravar va ser John trobant-se amb Nigel West Dickens. La gravació es duria a terme durant unes poques setmanes, abans de fer un descans d'un mes o dos. Wiethoff va estimar que s'enregistraven entre 12 i 15 escenes cada dia. L'equip de gravació sovint es referia a escenes del joc anterior de Rockstar, Grand Theft Auto IV(2008); Wiethoff va fingir entendre abans d'admetre que no havia jugat el joc.
John es va desenvolupar per ser un personatge matisat a Red Dead Redemption, a diferència d'un dolent o heroi explícit, i un "home de família". Carson va dir que Marston "té un peu tant en el vell món com en el món que havia de venir", i va sentir que el personatge es va tornar interessant a causa de la combinació de cinisme i realisme. Wiethoff va sentir que les primeres decisions a la vida de John eren un resultat directe de la seva necessitat d'acceptació, i que potser no era conscient de les seves accions. L'aspecte físic de John va trigar "molt temps" a l'equip per aconseguir-ho, però van sentir que els va permetre desenvolupar una connexió emocional amb el personatge. A Wiethoff se li va demanar que tornés pel contingut descarregable ''Undead Nightmare'' aproximadament un mes després de tornar a Seymour, Indiana, des de Los Angeles, on es va gravar el primer joc; Undead Nightmare es va gravar a Nova York.
Quan va desenvolupar John a Red Dead Redemption 2, els guionistes van considerar que la seva aparició anterior podria ser limitant per a ells, ja que els jugadors ja han ressonat amb el personatge. Wiethoff va mirar a la seva pròpia vida quan va tornar al personatge; sempre va admirar els amics masculins de la seva germana gran per obtenir l'aprovació de la mateixa manera que John mira a la resta de la colla per a la validació. També es va inspirar en els "tips bastant durs" de la seva ciutat natal per a la personalitat de John.

## Personatge
Tot i que els materials de màrqueting per a Red Dead Redemption presentaven a John com un vaquer tradicional —aïllat i violent, un "individu blanc, heteronormatiu i dur"—, el seu comportament i les seves ambicions a la narració són generalment poc convencional. ] La seva ambigüitat i el seu conflicte intern el porten a mostrar "el cansament més que la virilitat". Independentment, en John continua perpetuant estereotips en alguns casos; continua preservant vides en les seves missions per al govern malgrat la seva amarga oposició a elles, descrita com una promulgació dels ideals masculins de Theodore Roosevelt. Benjamin J. Triana va reconèixer que els reptes de John reflectien els dels homes heterosexuals i cisgènere a l'era moderna. Matt Margini va culpar de la caiguda de John a "les falses promeses d'un món construït sobre ideals hipermasculins", emfatitzats pels intents infructuosos de John d'adoptar una nova forma de masculinitat i interpretar un pare empàtic amb el seu fill Jack. Juho Tuominen va descriure John com un idealista. La doctora Esther Wright va identificar que, tot i que John no és obertament racista, la seva participació en un atac a una reserva índia l'implica en "una recreació a microescala de la violència racista i genocida". Triana va escriure que els nadius americans "acaben sent víctimes de les forces socials malvades del joc" a causa de la prioritat de John de reunir-se amb la seva família.
Diversos estudiosos van assenyalar que, malgrat l'ús de la paraula "redempció" en el títol del primer joc, aquesta gesta era impossible per a John. Heather Alexandra de Kotaku va sentir que John va aconseguir la seva redempció en sacrificar-se per salvar la seva família. Triana va trobar que, encara que la mort de John "impliqui transcendència", no és obertament sacrificial, ni representa a John com un heroi. També va sentir que el final va permetre al jugador entendre correctament el rebuig de John a una societat i institucions en desenvolupament a causa de la misèria que va patir el govern. Tot i que el passat violent de John el va fer incapaç d'aconseguir la redempció, també va afectar la capacitat del seu fill d'aconseguir el somni americà quan es va convertir en un proscrit com el seu pare.

## Aparicions
La mare d'en John, una prostituta, va morir durant el part i el seu pare, que havia quedat encegat en una baralla al bar, va morir quan John tenia vuit anys. John va passar uns quants anys en un orfenat abans de fugir. Quan John va ser amenaçat de ser linxat després de ser enxampat robant als 12 anys, va ser salvat per l'holandès van der Linde, que el va incorporar a la seva banda i el va criar. Quan Abigail Roberts es va unir a la colla, ella i John es van enamorar i van tenir un fill anomenat Jack.

## Red Dead Redemption 2
Durant els esdeveniments del joc el 1899, John és enviat a buscar per davant de la colla mentre fugen dels Pinkertons. Després de ser atacat pels llops i deixat encallat a la neu, és salvat pels companys de la colla Arthur Morgan i Javier Escuella. Un cop recuperat, s'uneix a la banda en algunes tasques abans de planificar i executar un robatori de tren amb èxit. Durant un robatori a un banc fallit, John és capturat i empresonat. Arthur i Sadie el rescaten, amb menyspreu de l'holandès. John, com Arthur, es torna cada cop més cautelós davant la creixent paranoia i la imprudència de Dutch; protector de la família d'en John, l'Arthur li adverteix que deixi la colla quan sigui el moment adequat. En John és deixat per mort per Dutch durant un robatori a un tren, però torna al campament mentre Arthur s'enfronta a Dutch i Micah. Quan els Pinkerton envaeixen el campament, Arthur i John fugen. John torna a la seva família segons els desitjos d'Arthur.
Vuit anys més tard, el 1907, John troba treball honest amb l'Abigail a una granja, però quan John lluita contra els proscrits que amenacen a ell i al seu empresari, Abigail se'n va amb Jack. John treballa per recuperar-la guanyant prou diners per comprar una propietat a Beecher's Hope. Construeix un ranxo amb l'ajuda de l'oncle i Charles Smith, mentre que Sadie li proporciona feina per pagar els seus préstecs. Després que l'Abigail torni, John li proposa. Amb Sadie i Charles, en John ataca la nova banda de Micah, on troben l'Holandès. En un enfrontament mexicà, Dutch dispara inesperadament a Micah, deixant que John l'acabi, abans de marxar. John i Abigail es casen més tard al seu ranxo. L'escena final del joc mostra als agents federals Edgar Ross i Archer Fordham observant el ranxo de John.

## Red Dead Redemption
L'any 1911, Ross i Fordham ordenen a John que actuï com a caçarecompenses i que deté els seus antics amics fora de la llei. Tant per motivar com per assegurar-se que en John compleixi, els agents segresten Jack i Abigail, prometent-los alliberats un cop compleixin les obligacions de John. Treballa amb moltes persones a tot l'estat de New Austin, que l'ajuden a assaltar el fort de l'antic membre de la banda Bill Williamson. Quan Bill fuig a Mèxic per buscar l'ajuda de l'antic membre de la banda Javier Escuella, John els persegueix. Allà, John s'embolica sense voler en una guerra civil entre rebels i soldats. Treballa a contracor per ambdues parts, només desitjant informació sobre Bill i Javier, però desautoritza els soldats quan el traeixen. Finalment localitza Javier, i el jugador pot decidir si el mata o el lliura als agents. Bill també és localitzat i assassinat, ja sigui per John o el líder rebel Abraham Reyes.
Quan John torna a recollir la seva família, Ross li diu que ha de localitzar l'Holandès. Després de diversos atacs infructuosos a Dutch i les seves operacions, en John i els agents llancen un assalt al seu amagatall. John persegueix a Dutch fins a un penya-segat, on aquest últim trepitja i se suïcida. Amb la seva antiga banda morta, John i la seva família tornen al seu ranxo. Passa una estona treballant al ranxo, però aviat és atacat per un destacament de soldats nord-americans i l'oncle és assassinat. John defensa la seva família, però els soldats i Ross el maten a trets. El seu cos està enterrat al vessant d'un turó del ranxo.